# Kyle Okposo
Kyle Okposo (né le 16 avril 1988 à Saint Paul, Minnesota, aux États-Unis) est un joueur professionnel américain de hockey sur glace.

## Carrière de joueur

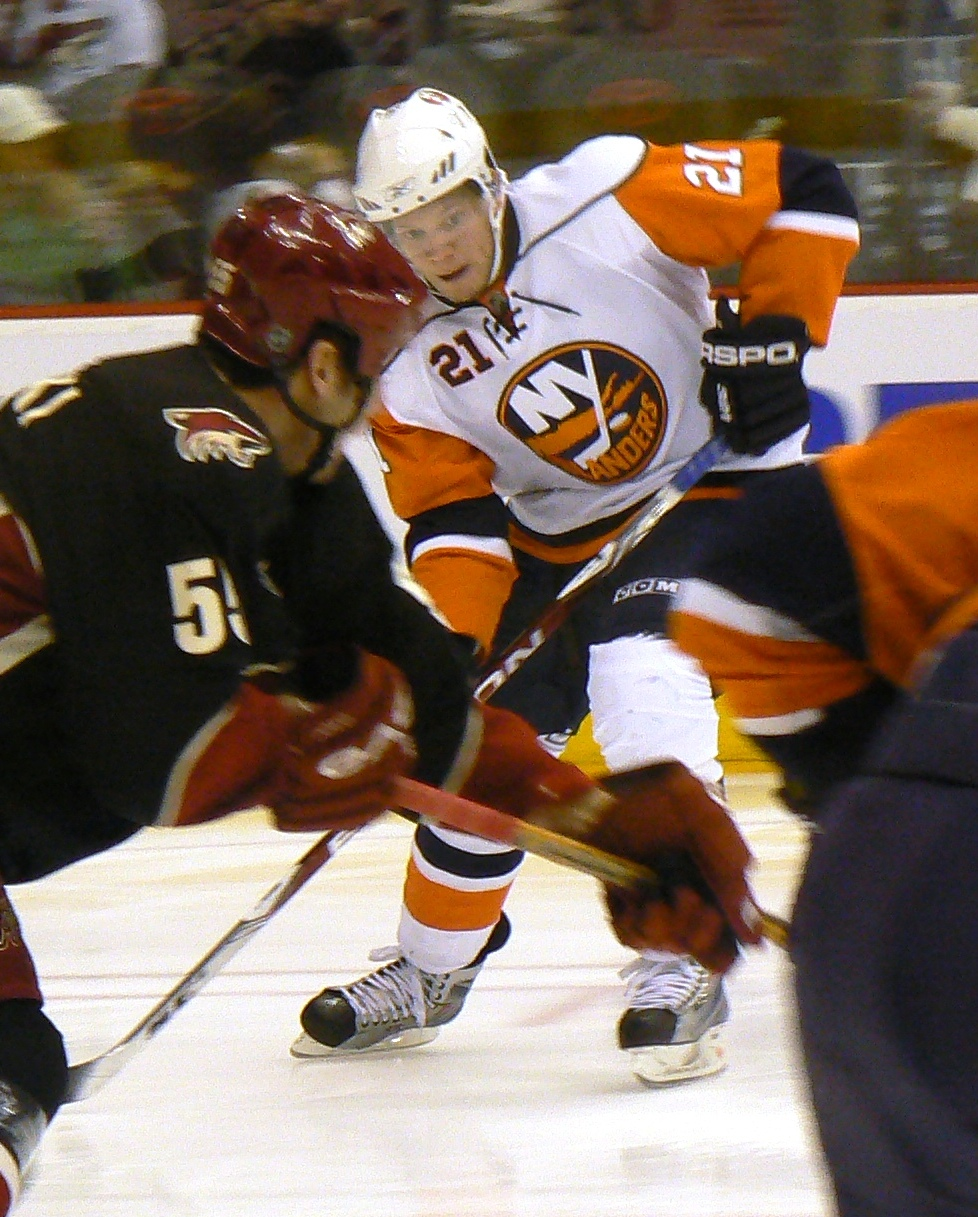
Okposo en action lors d'un match des Islanders contre les Coyotes de Phoenix en 2009.

Après avoir joué trois saisons avec la célèbre école secondaire Shattuck-St. Mary’s, école qui a vu évoluer entre autres Sidney Crosby et Angelo Esposito aux cours des dernières années, Okposo se joint aux Buccaneers de Des Moines dans la United States Hockey League. Il connait énormément de succès, étant nommé dans les équipes d'étoiles, nommé recrue de l'année, participant à la partie des étoiles et finalement, remportant la Coupe Clark remis à l'équipe championne de la ligue.
Ces performances dans la USHL lui ouvrent les portes de la Ligue nationale de hockey. Il est repêché durant l'été par les Islanders de New York en 1re ronde. Par contre, il choisit d'entreprendre des études universitaires. Il se joint alors aux Golden Gophers de l'Université du Minnesota. Encore une fois, il reçoit plusieurs honneurs de fin de saison. Lors de la saison 2007-2008, il débute l'année avec les Golden Gophers, mais le 19 décembre, on annonce publiquement qu'il quitte l'université pour rejoindre les Islanders après le Championnat du monde junior de hockey sur glace.
Le 1 juillet 2016, il signe un contrat de sept ans avec les Sabres de Buffalo.
Le 8 mars 2024, il est échangé aux Panthers de la Floride. Il remporte la Coupe Stanley 2024 avec les Panthers de la Floride.
Le 19 septembre 2024, il annonce sa retraite professionnelle. Après avoir passé 17 saisons dans la LNH, il aura cumulé 614 points, dont 242 buts en 1 051 matchs.

## Carrière internationale
Il représente les États-Unis au niveau international.

## Statistiques

### En club
| Saison     | Équipe                      | Ligue      |       | Saison régulière | Saison régulière | Saison régulière | Saison régulière | Saison régulière |   | Séries éliminatoires | Séries éliminatoires | Séries éliminatoires | Séries éliminatoires | Séries éliminatoires |
| Saison     | Équipe                      | Ligue      | PJ    | B                | A                | Pts              | Pun              | PJ               | B | A                    | Pts                  | Pun                  |                      |                      |
| 2004-2005  | Shattuck-St. Mary’s         | HS         | 65    | 47               | 45               | 92               | 72               | -                | - | -                    | -                    | -                    |                      |                      |
| 2005-2006  | Buccaneers de Des Moines    | USHL       | 50    | 27               | 31               | 58               | 56               | 11               | 5 | 11                   | 16                   | 8                    |                      |                      |
| 2006-2007  | Golden Gophers du Minnesota | NCAA       | 40    | 19               | 21               | 40               | 34               | -                | - | -                    | -                    | -                    |                      |                      |
| 2007-2008  | Golden Gophers du Minnesota | NCAA       | 18    | 7                | 4                | 11               | 6                | -                | - | -                    | -                    | -                    |                      |                      |
| 2007-2008  | Sound Tigers de Bridgeport  | LAH        | 35    | 9                | 19               | 28               | 12               | -                | - | -                    | -                    | -                    |                      |                      |
| 2007-2008  | Islanders de New York       | LNH        | 9     | 2                | 3                | 5                | 2                | -                | - | -                    | -                    | -                    |                      |                      |
| 2008-2009  | Islanders de New York       | LNH        | 65    | 18               | 21               | 39               | 36               | -                | - | -                    | -                    | -                    |                      |                      |
| 2008-2009  | Sound Tigers de Bridgeport  | LAH        | -     | -                | -                | -                | -                | 2                | 1 | 0                    | 1                    | 2                    |                      |                      |
| 2009-2010  | Islanders de New York       | LNH        | 80    | 19               | 33               | 52               | 34               | -                | - | -                    | -                    | -                    |                      |                      |
| 2010-2011  | Islanders de New York       | LNH        | 38    | 5                | 15               | 20               | 40               | -                | - | -                    | -                    | -                    |                      |                      |
| 2011-2012  | Islanders de New York       | LNH        | 79    | 24               | 21               | 45               | 46               | -                | - | -                    | -                    | -                    |                      |                      |
| 2012-2013  | Islanders de New York       | LNH        | 48    | 4                | 20               | 24               | 38               | 6                | 3 | 1                    | 4                    | 5                    |                      |                      |
| 2013-2014  | Islanders de New York       | LNH        | 71    | 27               | 42               | 69               | 51               | -                | - | -                    | -                    | -                    |                      |                      |
| 2014-2015  | Islanders de New York       | LNH        | 60    | 18               | 33               | 51               | 12               | 7                | 2 | 1                    | 3                    | 2                    |                      |                      |
| 2015-2016  | Islanders de New York       | LNH        | 79    | 22               | 42               | 64               | 51               | 11               | 2 | 6                    | 8                    | 4                    |                      |                      |
| 2016-2017  | Sabres de Buffalo           | LNH        | 65    | 19               | 26               | 45               | 24               | -                | - | -                    | -                    | -                    |                      |                      |
| 2017-2018  | Sabres de Buffalo           | LNH        | 76    | 15               | 29               | 44               | 40               | -                | - | -                    | -                    | -                    |                      |                      |
| 2018-2019  | Sabres de Buffalo           | LNH        | 78    | 14               | 15               | 29               | 41               | -                | - | -                    | -                    | -                    |                      |                      |
| 2019-2020  | Sabres de Buffalo           | LNH        | 52    | 9                | 10               | 19               | 28               | -                | - | -                    | -                    | -                    |                      |                      |
| 2020-2021  | Sabres de Buffalo           | LNH        | 35    | 2                | 11               | 13               | 0                | -                | - | -                    | -                    | -                    |                      |                      |
| 2021-2022  | Sabres de Buffalo           | LNH        | 74    | 21               | 24               | 45               | 43               | -                | - | -                    | -                    | -                    |                      |                      |
| 2022-2023  | Sabres de Buffalo           | LNH        | 75    | 11               | 17               | 28               | 34               | -                | - | -                    | -                    | -                    |                      |                      |
| 2023-2024  | Sabres de Buffalo           | LNH        | 61    | 12               | 10               | 22               | 32               | -                | - | -                    | -                    | -                    |                      |                      |
| 2023-2024  | Panthers de la Floride      | LNH        | 6     | 0                | 0                | 0                | 2                | 17               | 0 | 2                    | 2                    | 10                   |                      |                      |
| Totaux LNH | Totaux LNH                  | Totaux LNH | 1 051 | 242              | 372              | 614              | 554              | 41               | 7 | 10                   | 17                   | 21                   |                      |                      |

### Statistiques en équipe nationale
| Année | Compétition                 |   | PJ | B | A | Pts | Pun | +/-                |  | Résultat |
| 2007  | Championnat du monde junior | 7 | 0  | 1 | 1 | -1  | 12  | Médaille de bronze |  |          |
| 2008  | Championnat du monde junior | 6 | 1  | 5 | 6 | +2  | 2   | Quatrième place    |  |          |
| 2009  | Championnat du monde        | 9 | 2  | 3 | 5 | +3  | 10  | Quatrième place    |  |          |
| 2010  | Championnat du monde        | 6 | 1  | 2 | 3 | +2  | 0   | Treizième place    |  |          |
| 2012  | Championnat du monde        | 8 | 2  | 1 | 3 | +2  | 0   | Septième place     |  |          |

## Honneurs et trophées
- 2006 : 
  - participe au Match des étoiles de la United States Hockey League.
  - nommé dans la 1re équipe d'étoiles de la USHL.
  - nommé dans l'équipe d'étoiles des recrues de la USHL.
  - recrue de l'année dans la USHL.
  - remporte la Coupe Clark avec les Buccaneers de Des Moines.
- 2007 : 
  - nommé dans la 2e équipe d'étoiles de la Western Collegiate Hockey Association.
  - nommé dans l'équipe d'étoiles des recrues de la WCHA.

### Ligue nationale de hockey
- 2016-2017 : participe au 62e Match des étoiles
- 2023-2024 : remporte la Coupe Stanley avec les Panthers de la Floride